# Kabel (mjera)
Kabel je mjerna jedinica za duljinu, a koristi se isključivo u pomorstvu. Vrijednost mu je 1/10 nautičke milje ili 100 hvati (fathoma). Naziv je dobio po brodskom sidrenom lancu (engl. cable) iz vremena jedrenjaka.
Definicije kabela kao mjerne jedinice se razlikuju: međunarodno prihvaćena vrijednost je 1/10 nautičke milje, odnosno 185,2 metra, po imperijalnom sustavu mjera vrijednost kabela je 100 hvati (608 stopa) ili 185,3184 metra, a po američkom sustavu mjera kabel je 120 hvati (720 stopa) ili 219,456 metara.